# Calzada del Coto
Calzada del Coto es un municipio y lugar español de la provincia de León, en la comunidad autónoma de Castilla y León. Pertenece al partido judicial de Sahagún y a la comarca de Tierra de Sahagún. Cuenta con una población de 223 habitantes (INE 2024). El municipio lo conforman las localidades de Calzada del Coto y Codornillos, junto con los despoblados de Valdelaguna, Villarrubia, Parazuelo, Mahudes y Valdelocajos.
Se tienen noticias de la ocupación de la zona desde el periodo Neolítico gracias al hallazgo de varias piedras de rayo, posteriormente en época romana fue lugar paso de la Vía Trajana. Su origen como población se remonta a las repoblaciones altomedievales, produciéndose su primera mención histórica cuando el rey Alfonso III de Asturias donó el lugar al monasterio de Sahagún a principios del siglo X.Desde entonces estuvo vinculada al mismo como cabeza del Coto de Sahagún hasta las desamortizaciones del siglo XIX, llegando varios cuquetos al cargo de abades. 
Comunicada con la red nacional de carreteras gracias a la autovía del Camino de Santiago (León-Burgos), cuenta con una economía basada principalmente en el sector primario a través tanto de cultivos de secano y de regadío, con productos como la lenteja de Tierra de Campos, bajo Indicación Geográfica Protegida (IGP) desde 2006, como de una importante cabaña ganadera.
Entre su patrimonio monumental destaca el Camino de Santiago, declarado Patrimonio de la Humanidad por la Unesco. Al que se añaden edificaciones religiosas como las iglesias parroquiales de San Esteban y San Pelayo, de origen medieval, o la decimonónica ermita de San Roque junto con otras de uso popular como son el barrio de las Bodegas de Calzada o el molino de Codornillos. A nivel cultural, entre las distintas festividades y eventos que tienen lugar a lo largo del año, sobresale la celebración de la centenaria tradición del Carro de la Hoguera, en la que los quintos de ese año (jóvenes que cumplen los 18 años) tienen un rol protagónico.

## Toponimia
Calzada del Coto debe su nombre a una originaria vía romana y el apellido a su pertenencia al monasterio sahagunense. En sus orígenes la población fue conocida como «Villa Zacarías», nombre que desaparece a partir del siglo XI, siendo sustituido por «Villa Calzata» tomando para su nueva denominación el protagonismo de la originaria calzada romana reconvertida en itinerario jacobeo. Es en 1333 cuando aparece por primera vez en una escritura el apellido «del Coto», puesto que fue un lugar que sirvió como cabeza del extenso coto del Monasterio Real de San Benito que por entonces tenía sus puertas abiertas en Sahagún. La etimología es doblemente latina, proviniendo calzada del latín vulgar calciāta "camino empedrado" y coto del latín cautus "cuidadoso, prudente>terreno defendido".
En cuanto a la toponimia menor, predominan los topónimos de origen romano (Codornillos, Palazuelo, Las Quintanas, Valdegustos, Villarrubia, etc) muchos de ellos a través del latín vulgar como Meacanes, Reguilojos o Las Melgueras; no obstante han sobrevivido topónimos prerromanos, principalmente de origen celta, (El Bardo, La Barrera, La Urriada, Las Saroneras, etc). En épocas más recientes se encuentran algunos pocos topónimos de origen visigodo como Las Suertes o Morontar y sus derivado valle de Moronta junto con los más comunes topónimos de origen árabe, puestos probablemente por población mozárabe (Mahudes, El Tambrín, Abalorio, La Dobera, etc). También se encuentran en numerosos topónimos restos de la lengua leonesa como en La Jana, Vallejo los Llaganos, El Reguero, El Sombrau o Los Praus de Calderón.

### Gentilicio
El gentilicio de Calzada del Coto es cuqueto o cuqueta. Antiguamente se usaba la denominación cuquete. Este gentilicio destaca por su singularidad entre las poblaciones que comparten el nombre de Calzada, qué acostumbran a gentilicios más transparentes como calzadense, calzadeño o calzudo.

## Símbolos

### Escudo
El escudo heráldico de Calzada del Coto fue diseñado en 1980 por Andrés Herrero, con la colaboración de Arturo Encina. Si bien carece de estatus oficial, es usado oficiosamente en carteles y publicaciones como el programa de fiestas. El dibujo original se encuentra colgado en la sala principal del hogar juvenil.
El escudo está formado por elementos alusivos al pueblo de Calzada: en la parte superior se encuentra un búho y debajo suyo una encina, elementos típicos de la naturaleza local, una espiga de trigo en el lado izquierdo y un racimo de uvas en el lado derecho hacen referencia a la agricultura tradicional,  en el centro se representa frontalmente la ermita de San Roque y en la parte inferior se representa el paso del Camino de Santiago Francés a través de la venera, que alberga un león rampante coronado simbolizando su pertenencia al reino de León. El contorno del escudo está compuesto por un conjunto de líneas curvas enrevesadas que sugieren el trazado de una zarza y dos alas laterales que representan la sabiduría y la libertad.

### Bandera
El municipio no tiene una bandera oficial, lo más parecido a una bandera sería el pendón municipal. El pendón es es un tipo de bandera de grandes dimensiones con forma de corneta utilizada como distintivo, señal o insignia desde la Edad Media. En el territorio de la región leonesa y especialmente en la provincia de León se han conservado muchos de estos pendones, llegando a constituir un elemento identitario leonés. El pendón de Calzada del Coto está dispuesto horizontalmente en cinco grandes franjas, tres de color rojo y dos de color verde entre ellas. Junto con seis estrechas franjas doradas qué separan cada una de la franjas mayores. Actualmente es sacado a procesión en fiestas y romerías, tanto civiles como religiosas.

## Geografía

### Ubicación
El término municipal de Calzada del Coto, que abarca una superficie de 56,03 km², está situado al sureste de la provincia de León, en la comarca de Tierra de Sahagún, y forma parte de la Mancomunidad Zona de Sahagún. Su territorio está representado en las hojas MTN25 (escala 1:50 000) 196 y 234 y en las hojas MTN25 (escala 1:25 000) 196-1, 196-3 y 234-1 del Mapa Topográfico Nacional. Se encuentra situada a 47 kilómetros en línea recta y a 54 km por carretera de la capital provincial.

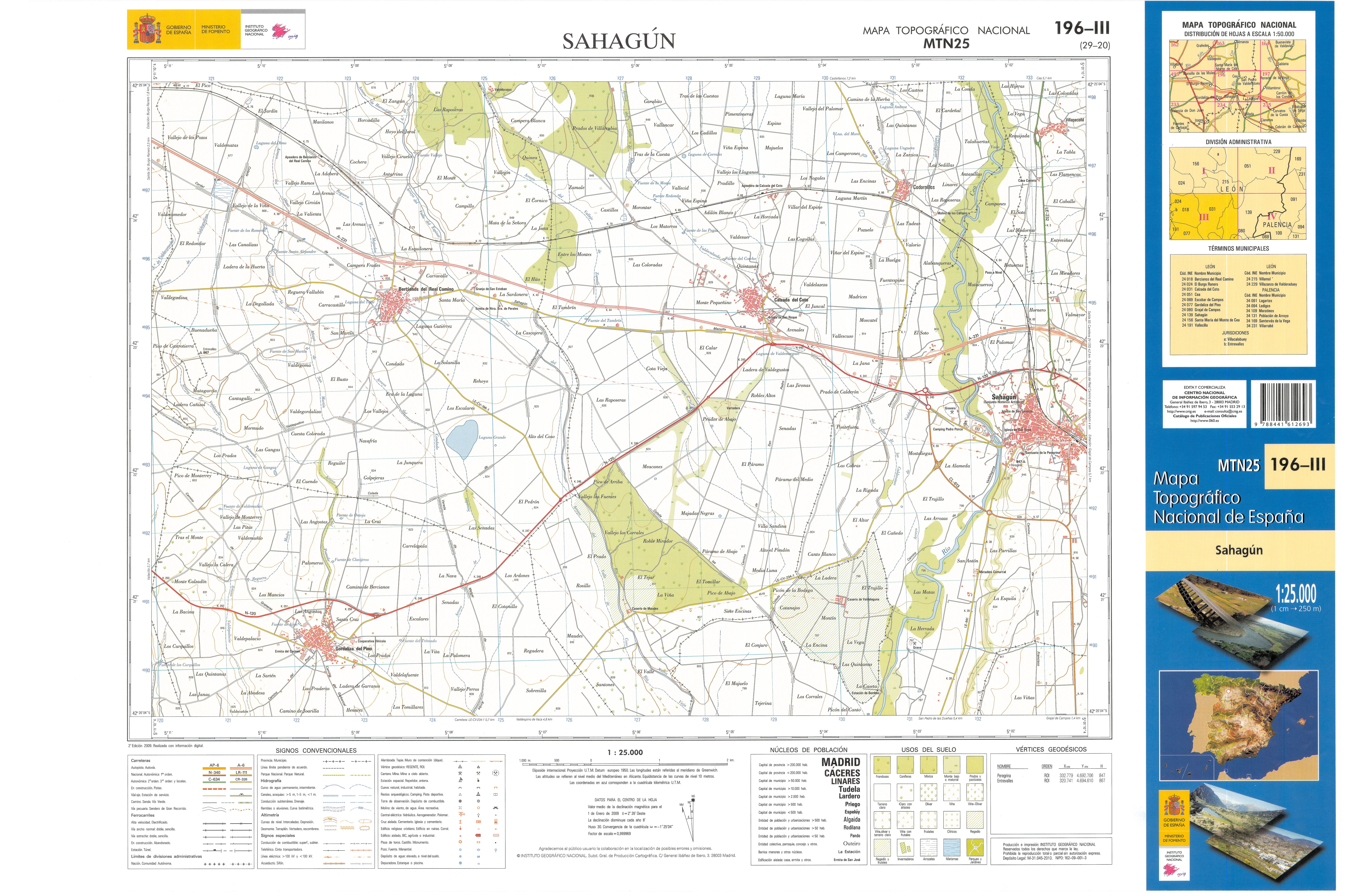
Fragmento 0196c3 del Mapa Topográfico Nacional de España del año 2009 a escala 1:25000. Se representa parcialmente Calzada del Coto

| Noroeste: El Burgo Ranero        | Norte: Villamol y Santa María del Monte de Cea | Nordeste: Villamol |
| Oeste: Bercianos del Real Camino |                                                | Este: Sahagún      |
| Suroeste: Gordaliza del Pino     | Sur: Gordaliza del Pino y Sahagún              | Sureste: Sahagún   |

### Orografía
El municipio de se encuentra en la zona este del Páramo, lindando con la vega del Cea y la Tierra de Campos. Su orografía está caracterizada por un relieve suave de escasas pendientes (0-3%), interfluvios suaves y valles fluviales de fondo plano que se dirigen con una orientación sureste a la completamente llana vega del Cea, lo que origina un paisaje abierto y homogéneo. Según el Atlas de los Paisajes de España, forma parte del Páramo Endorreico al norte del Cea, que se enmarca dentro de los Páramos Detríticos Castellano-Leoneses. 
Calzada del Coto se alza a 820 metros sobre el nivel del mar. La altitud oscila entre el punto más alto a 880 m s. n. m., situado en el extremo noroeste del municipio —en la divisoria con El Burgo Ranero y Santa María del Monte en Cea—, y los 788 m s. n. m., en el paraje de La Caseta, cercano al cauce del río Cea.  A nivel general, Calzada del Coto forma parte de la cuenca del Duero, depresión de origen terciario colmatada por materiales continentales que posteriormente fueron erosionados y recubiertos por sedimentos cuaternarios.

### Hidrografía

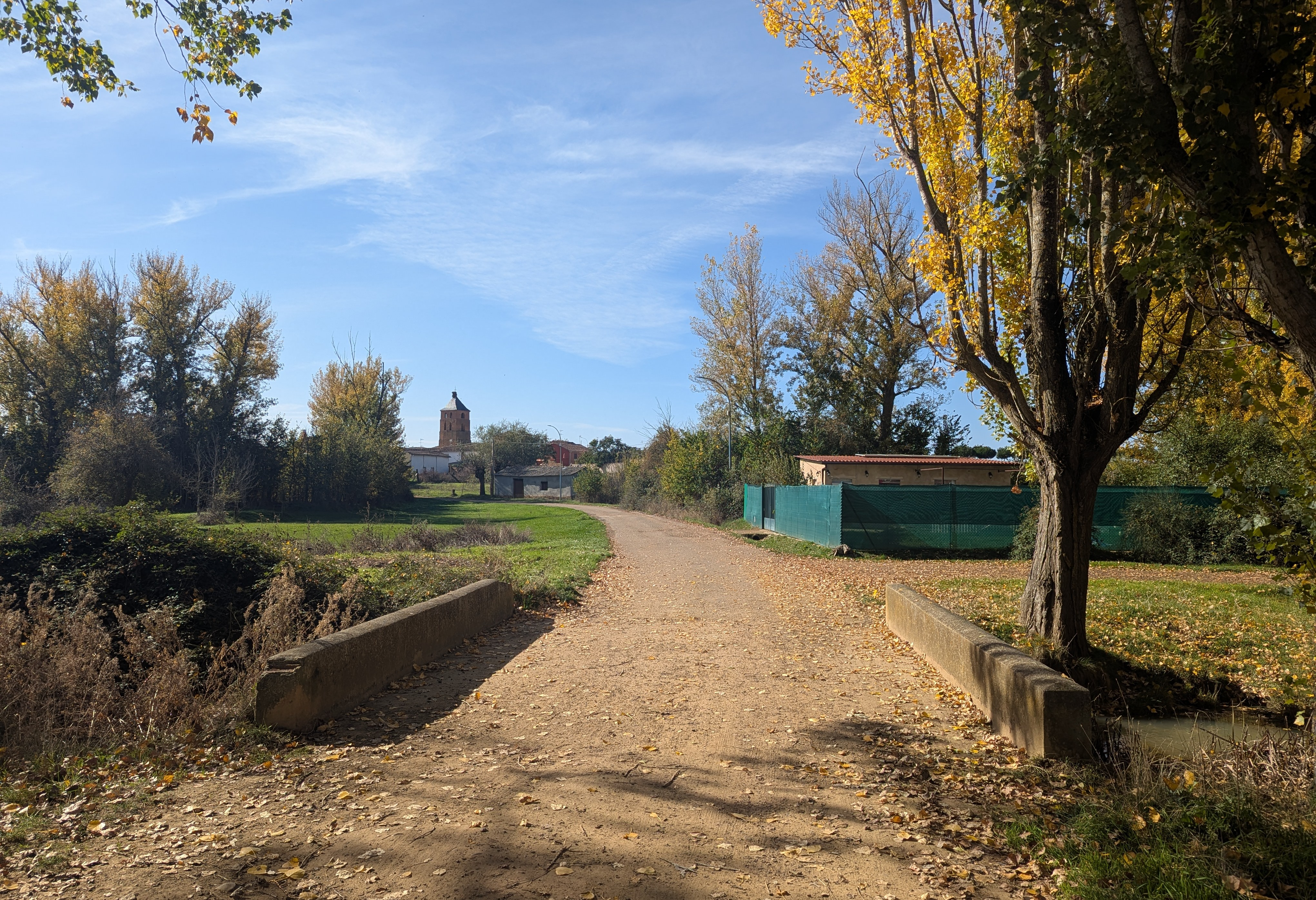
Puente sobre el arroyo de Valdecalzada

El término de Calzada del Coto se encuentra en la cuenca hidrográfica del Duero, cuyos cursos fluviales, a nivel general, se caracterizan por la irregularidad de su caudal, con estiajes en época estival y crecidas en otoño e invierno debido a la lluvia. Concretamente el municipio es atravesado por varios arroyos de pequeña y mediana entidad como el arroyo de Valdecalzada o del Valle de Moronta, más conocido como El Reguero por los lugareños; el arroyo del Parazuelo o de Valdelaguna; el arroyo del Vallejo de Zamale; el arroyo del Pozanco, el arroyo del Valle del Espinar o el arroyo de Valdesuer, entre otros arroyos menores. Todos ellos son tributarios del río Cea que también atraviesa el municipio de Calzada del Coto marcando su límite oriental.
Muchos de esos arroyos se alimentan de varios manantiales o fuentes naturales que vierten agua de forma temporal o permanente. Las fuentes más populares son la fuente del Tambrín, actualmente una área de descanso de peregrinos; la de Villarrubia, dónde se celebra una tradicional romería el domingo después de fiestas y La Fuente o del Plantío, que ubicada en el barrio de las Bodegas ha surtido históricamente de agua a Calzada; junto con otras fuentes como las del Corcho, de las Pegas, Redonda, de la Monja, de Tremado y de Masitocha.
También se encuentran en su término municipal varios pequeños humedales y lagunillas de régimen tanto estacional como anual, de especial abundancia en el sureste leonés. Se conservan las lagunas de Valdemorgate, Unguera, Corrales, Ambroz y del Moro. El resto, cómo las desaparecidas Laguna María y El Tío Tejero, fueron desecadas y transformadas en tierras de labor durante las sucesivas concentraciones parcelarias.

### Clima
El clima en Calzada del Coto es un clima mediterráneo continentalizado, ligeramente alterado por la influencia de la Cordillera Cantábrica. Las precipitaciones rondan los 550 mm. anuales, concentradas en primavera y otoño fundamentalmente. De media, se registran diez días de nevadas, dos de granizo y quince de tormentas, la mayoría en los meses de junio y julio. Las temperaturas medias anuales son moderadas, entre 10 y 12 °C, con importantes variaciones a lo largo del día y el año. Llegan a ser medias negativas bastantes días en los meses invernales y superan los veinte grados en junio y julio. Los inviernos son fríos, con frecuentes heladas. Los veranos son calurosos y secos, suavizados por la altitud, que provoca unas mínimas frescas. La presión atmosférica es alta y el viento predominante el cierzo, seco y frío.
Según la clasificación climática de Köppen, Calzada del Coto se encuadra en la variante Csb, es decir clima mediterráneo de veranos suaves, con la media del mes más cálido no superior a 21 °C pero superándose los 10 °C durante cinco o más meses. Se trata de un clima de transición entre el mediterráneo (Csa) y el oceánico (Cfb). Gracias a los datos de la estación meteorológica situada en Villadiego de Cea, a 27 kilómetros de distancia, los parámetros climáticos promedio aproximados del municipio son los siguientes: 
| Parámetros climáticos promedio de Villadiego de Cea                                                                      | Parámetros climáticos promedio de Villadiego de Cea | Parámetros climáticos promedio de Villadiego de Cea | Parámetros climáticos promedio de Villadiego de Cea | Parámetros climáticos promedio de Villadiego de Cea | Parámetros climáticos promedio de Villadiego de Cea | Parámetros climáticos promedio de Villadiego de Cea | Parámetros climáticos promedio de Villadiego de Cea | Parámetros climáticos promedio de Villadiego de Cea | Parámetros climáticos promedio de Villadiego de Cea | Parámetros climáticos promedio de Villadiego de Cea | Parámetros climáticos promedio de Villadiego de Cea | Parámetros climáticos promedio de Villadiego de Cea | Parámetros climáticos promedio de Villadiego de Cea |
| Mes | Ene.                                                | Feb.                                                | Mar.                                                | Abr.                                                | May.                                                | Jun.                                                | Jul.                                                | Ago.                                                | Sep.                                                | Oct.                                                | Nov.                                                | Dic.                                                | Anual                                               |
| --- | --------------------------------------------------- | --------------------------------------------------- | --------------------------------------------------- | --------------------------------------------------- | --------------------------------------------------- | --------------------------------------------------- | --------------------------------------------------- | --------------------------------------------------- | --------------------------------------------------- | --------------------------------------------------- | --------------------------------------------------- | --------------------------------------------------- | --------------------------------------------------- |
| Temp. media (°C) | 3.4                                                 | 4.8                                                 | 7.8                                                 | 8.4                                                 | 12.9                                                | 16.2                                                | 19.4                                                | 19.9                                                | 15.8                                                | 11.0                                                | 6.7                                                 | 4.3                                                 | 10.9                                                |
| Precipitación total (mm)                                                                                                 | 69.80                                               | 58.10                                               | 37.50                                               | 58.50                                               | 70.60                                               | 46.40                                               | 28.40                                               | 24.80                                               | 41.20                                               | 69.80                                               | 66.30                                               | 65.40                                               | 636.8                                               |
| Fuente: Ministerio de Agricultura, Pesca y Alimentación. Datos de precipitación (1965-2003) y de temperatura (1987-2003) |                                                     |                                                     |                                                     |                                                     |                                                     |                                                     |                                                     |                                                     |                                                     |                                                     |                                                     |                                                     |                                                     |

## Naturaleza

### Fauna

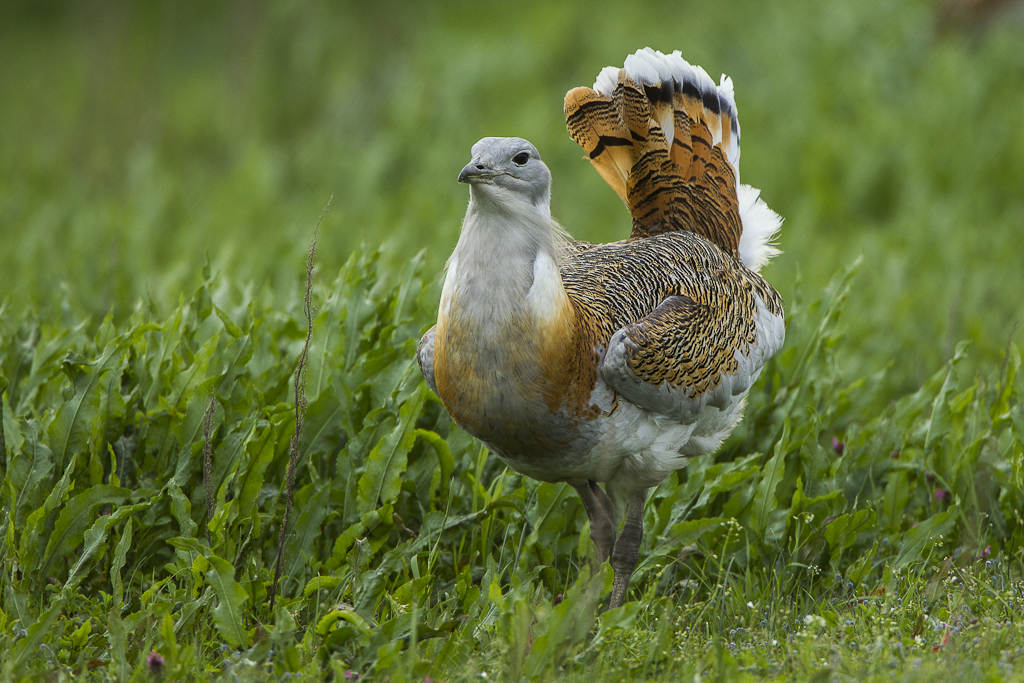
La avutarda, especie vulnerable habitual en el municipio

Entre las especies que se pueden encontrar, en mayor o menor medida, en Calzada del Coto hay mamíferos como el conejo, la liebre, el jabalí, el tejón, la garduña, el corzo, el ciervo, el gato montés el zorro, y ocasionalmente algún ejemplar de lobo, pero sobre todo aves; así están presentes el milano real, el ratonero común, el alcaraván, el búho real, el búho chico, el cárabo, el cuco, el críalo, el autillo, el chotacabras, la lechuza, la cigüeña, la golondrina, la paloma torcaz, la alondra, la urraca, el águila calzada, el gavilán, el cuervo, la perdiz y, de manera destacada, la avutarda, incluida en el catálogo de especies vulnerables. Entre las distintas especies de anfibios y reptiles están presentes la ranita de San Antón, el sapo común, el tritón jaspeado, el lagarto ocelado, la lagartija ibérica, la culebra viperina y la culebra bastarda. Entre los peces se encuentran truchas,  barbos, bermejuelas, lamprehuelas y en menor medida bogas del Duero. También en el agua se encuentran cangrejos, aunque en menor número que antaño, antiguamente cangrejos europeos y actualmente de señal. Por último, entre los insectos se contabilizan libélulas y caballitos del diablo —ambos en zonas húmedas—, así como saltamontes, mariposas, grillos, escarabajos, abejas, avispas, abejorros, orugas y arañas, entre otros    
El resto de fauna está constituida por animales domésticos como principalmente pueden ser gatos, perros, burros o gallinas. También hay una apreciable cabaña ganadera en mayor medida ovina y en menor medida porcina, vacuna y caprina. A la que se añade una importante granja de conejos, ubicada en el coto de Valdelaguna. En el municipio había al menos tres palomares, actualmente solo se conserva uno anexo al caserío de Maudes.    

### Flora
El término municipal de Calzada del Coto está dentro del área de distribución del piso bioclimático supramediterráneo, por lo que su vegetación clímax son las especies marcescentes y las coníferas. Como en el resto de la Tierra de Sahagún, presenta un terrazgo ampliamente humanizado, en el que las labores agrícolas han modificado tanto la orografía como el paisaje; pese a ello, conserva una mayor cantidad de su cubierta boscosa original —compuesta principalmente por encinas, quejigos y muy singularmente roble melojo— que otros municipios cercanos. Las más extensas masas forestales son el monte de Valdelocajos también llamado Monte de Calzada al noreste y la dehesa de Maudes o de Fraga al sur; en ésta se encuentra el llamado Roble Mirador, un enorme quejigo de 21 metros de altura. Otro árbol destacable es Las Siete Encinas, una encina centenaria con siete anchas ramas. Ambos árboles están incluidos en el catálogo de árboles singulares de León.
El resto de vegetación de cierto porte se limita a las riberas de los cauces fluviales, con bosquetes de especies como chopos, álamos, sauces o paleros y algunos de los últimos negrillos. También se encuentran varios árboles frutales como manzanos, perales, ciruelos, higueras entre otros. En algunos lindes, especies como, espinos y zarzamora separan los campos de cultivo y forman pequeños islotes de vegetación. En zonas encharcadas crecen especies como junco, mimbrera, carrizo o la rara Damasonium polyspermum. Por último, entre la vegetación herbácea hay especies como menta, hinojo, yezgo o gordolobo, a las que se añaden plantas comestibles y medicinales como asfodelo, acedera, ortiga mayor, draba y bolsa de pastor.

### Espacios protegidos
El tramo que recorre el río Cea, junto con su bosque de ribera, a su paso por el este del término municipal de Calzada del Coto, concretamente en las cercanías de la localidad de Codornillos, se encuentra integrado desde octubre de 2015 dentro de la Zona Especial de Conservación (ZEC) ES4180069 denominada Riberas del Río Cea perteneciente a la Red Natura 2000.

## Historia

### Prehistoria y Edad Antigua
Se tienen dos señales bastante claras que indican la presencia humana por la zona de la actual Calzada del Coto desde épocas prehistóricas: La primera es la media docena de piedras del rayo basálticas del periodo Neolítico encontradas en varias tierras de labor y una punta de Palmela perteneciente al periodo Calcolítico y adscrita a la cultura del vaso campaniforme, actualmente conservada en el Museo de León.
Los pueblos prerromanos de origen céltico también poblaron estos lares, hallándose Calzada del Coto probablemente cerca de los límites entre astures y vacceos. Pero fueron los romanos los que dejaron una huella imborrable en esta tierra. Construyeron la vía Trajana, de canto rodado y de unos cuatro metros de anchura, la cual vertebraba el norte peninsular, desde Zaragoza hasta Astorga. Está que posteriormente daría su nombre a Calzada, actualmente se conserva en algunos tramos a su paso por Calzada solapada por el Camino de Santiago. Debido a su cercanía a la vía Trajana es probable que se asentarán varios colonos y familias romanas en la zona, conociéndose la existencia durante el siglo II d. C.de una villa romana en el paraje de Valdelaguna, de la que se conservan algunos mosaicos. Dentro de la división provincial romana Calzada del Coto formaría parte primero de la Citerior, luego la Tarraconensis y finalmente de la Gallaecia, además Calzada estaría probablemente integrada dentro del convento jurídico asturicense.

### Edad Media
Con la caída del Imperio romano, los pueblos germánicos invadieron la península. Inicialmente el territorio de la actual Calzada del Coto estuvo bajo la égida de los suevos y su reino. Pero tras la batalla del río Órbigo pasaría presumiblemente al dominio visigodo hasta la invasión árabe en el siglo VIII. También durante esta época se acabó de asentar el cristianismo, levantandose probablemente durante el siglo VI la primigenia iglesia de San Esteban. Durante los primeros compases de la Reconquista, esta tierra fue durante muchos años zona de frontera con los reinos musulmanes y por tanto lugar de inseguro poblamiento. Tanto es así que probablemente Almanzor acampará en las cercanías de Calzada en una de sus razias, camino de León y después de saquear Sahagún. 

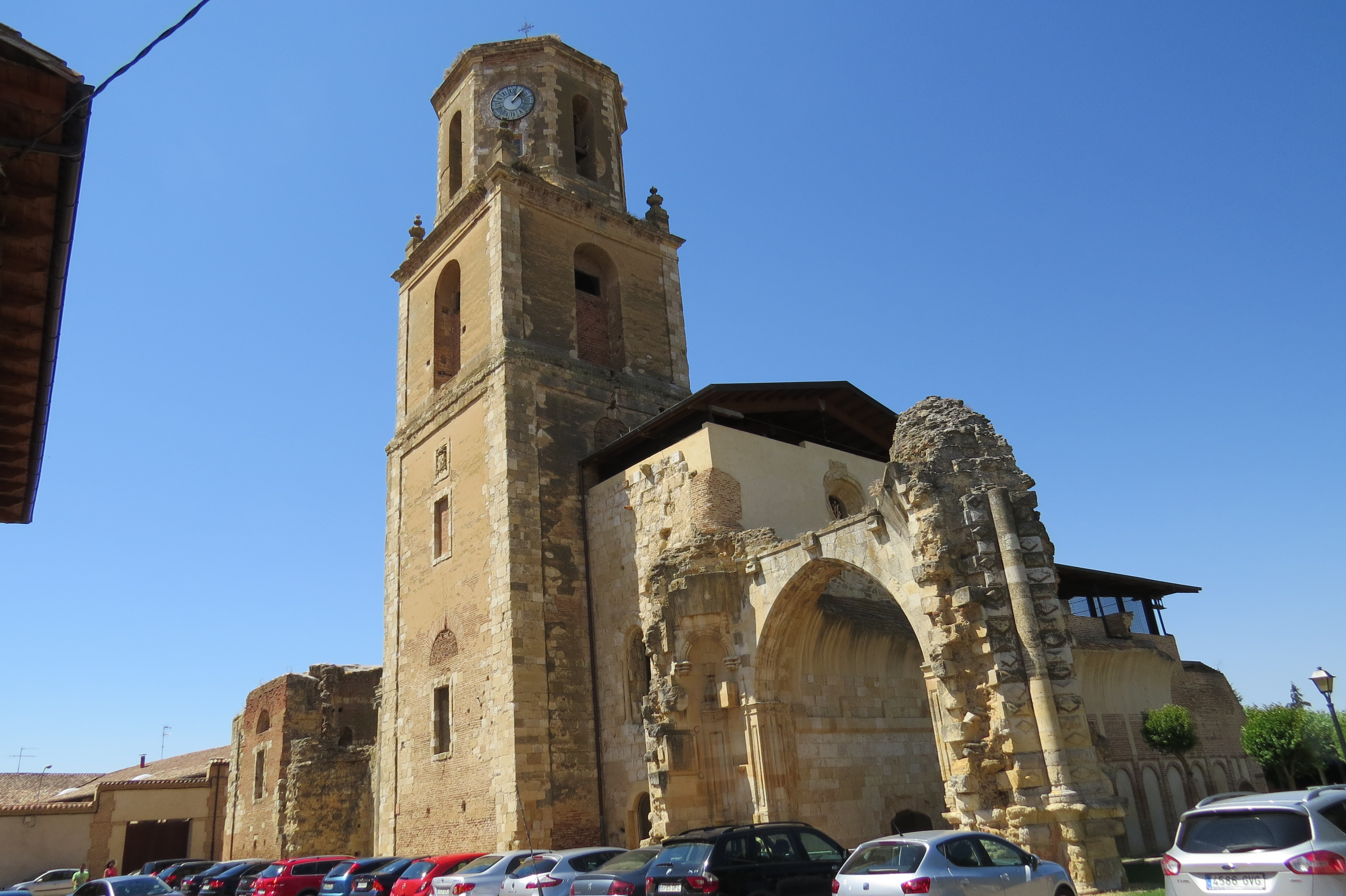
Ruinas del monasterio Real de San Benito, al cual estuvo vinculado Calzada

Es en esta época cuando se produce la primera mención documental de Calzada del Coto cuando el 14 de junio del año 880 se vende una iglesia en el lugar de Calzada por seis bueyes. Pero será el 22 de octubre del año 904 cuando se producirá un hecho de vital importancia para la historia de la entonces Villa Zacarías, el rey Alfonso III dona la villa de Zacarías al abad Alonso del Monasterio Real de San Benito de Sahagún. Con esta decisión vinculará Calzada y sus destinos al monasterio hasta las desamortizaciones del siglo XIX d. C. El Coto estaba formado por los lugares de Calzada, Codornillos y Villapeceñil; la vega y granja de Valdelaguna, los poblados de Parazuelo y Villarrubia y los redondos de Mahudes y Valdelocajos. La traducción del documento, originalmente en latín, dónde se expresa la donación es la siguiente: 

A los señores santisimos y gloriosísimos, al abad Adefonso y a toda la congregación de la Iglesia de los Santos Facundo y Primitivo del Monasterio Ceiense, sometemos en jurisdicción a los habitantes al presente de la Villa de Zacarías, en el lugar de Calzada, y a cuantos en el futuro la habitaren para bien de vuestra iglesia. De modo que ellos obedezcan siempre vuestras órdenes en cualquier cosa que sea de utilidad a Vuestra Iglesia, y fielmente cumplan vuestros mandatos sin escusa de ningún género.
Néstor Hernández Alonso, Calzada del Coto. Historia, lengua y toponimia

El siglo XI fue crucial para Calzada, establecida como la cabeza administrativa y política del Coto, y el Monasterio de Sahagún especialmente bajo el reinado de Alfonso VI de León. En 1068, se redefinieron los límites del Coto, reforzando el poder del abad al otorgarle privilegios como la percepción de tributos, la administración de justicia y la prohibición de que los oficiales reales traspasaran sus límites, reflejando un sistema feudal en su máxima expresión. La llegada de los monjes de Cluny en 1078, impulsada por el matrimonio de Alfonso VI con Constanza de Borgoña, trajo consigo la transformación del monasterio, que sustituyó la liturgia hispánica por el rito romano, entre otros cambios. En 1085, gracias a la acción del abad Bernardo, el rey concedió fuero a la nueva villa de San Facundo, hasta entonces un pequeño poblado, lo que provocó un notable crecimiento y la convirtió en uno de los burgos más destacados de la Baja Edad Media hispana. A finales del siglo, Calzada comenzó a notar la influencia de las peregrinaciones a Santiago y el esplendor de Sahagún, con la que mantendría tensas relaciones.

### Edad Contemporánea
Así se describe a Calzada del Coto; denominada como Calzada del Coto, de Sahagun; en el tomo V del Diccionario geográfico-estadístico-histórico de España y sus posesiones de Ultramar, obra impulsada por el ministro de Hacienda Pascual Madoz a mediados del siglo XIX:

Localidad en la provincia de León (8 leguas), partido judicial de Sahagun(1), diócesis (v. nulius), perteneciente a la abadía de San Benito de Sahagun, audiencia territorial y capitanía general de Valladolid (16), ayuntamiento de Villalmól. SITUADA en terreno alto; con libre ventilación y CLIMA saludable. Tiene 90 casas, la consistorial con un cuarto bajo que hacía de cárcel, cuando la población era cabeza de ayuntamiento; escuela de primeras letras frecuentada por 70 niños de ambos sexos, que satisfacen al maestro una módica retribución; iglesia parroquial (San Esteban) servida por un cura y un beneficiado, presentados por Su Majestad ó por el abad de Sahagun según los meses en que vacan; y una ermita dedicada á San Roque. Confina al Norte Castellanos, Codornillos y Villalmól, al Este Sahagun; al Sur San Pedro do las Dueñas y coto de Valdelaguna, y al Oeste Calzadilla y Bercianos, todos una legua. El TERRENO es de buena y mala calidad, y sin embargo de que está dedicado la mayor parte á cereales, la esperiencia ha demostrado ser muy á propósito para viñedo, atreviéndonos á asegurar, repartaria mas utilidad á los moradores este género de industria, tanto porque es el primer pueblo que se encuentra bajando de la montaña, como por la mejor calidad del vino sobre los demás del terreno: le fertilizan las aguas de un pequeño río de curso periódico. Los CAMINOS locales, excepto el real de Burgos á León, que pasa á un tiro de piedra al Sur del pueblo; recibe la correspondencia en Sahagun. PRODUCCIÓN: toda clase de granos, legumbres y vino de buena calidad; cria ganado vacuno y lanar. POBLACIÓN 82 vecinos, 340 almas. CONTRIBUCIÓN; con el ayuntamiento.
Diccionario geográfico-estadístico-histórico de España y sus posesiones de Ultramar

## Demografía
Cuenta con una población de 223 habitantes (INE 2024) y una densidad de población de 4,4 hab/km² (INE 2023). De ellos, 132 son varones y 90 son mujeres. En cuanto a su distribución, 183 viven en Calzada del Coto y 39 en Codornillos. La población estacional máxima ronda las 620 personas. 

### Pirámide de población
Los datos de la pirámide de población de 2022 se pueden resumir así:
- La población menor de 20 años es el 6,31 % del total.
- La comprendida entre 20-40 años es el 15,77 %.
- La comprendida entre 40-60 años es el 28,83 %.
- La mayor de 60 años es el 50 %.

Esta estructura de la población es típica en el medio rural de la España vaciada, con una población envejecida y una casi desaparición de la natalidad anual, dando una media de edad de 57,85 años.

### Evolución demográfica

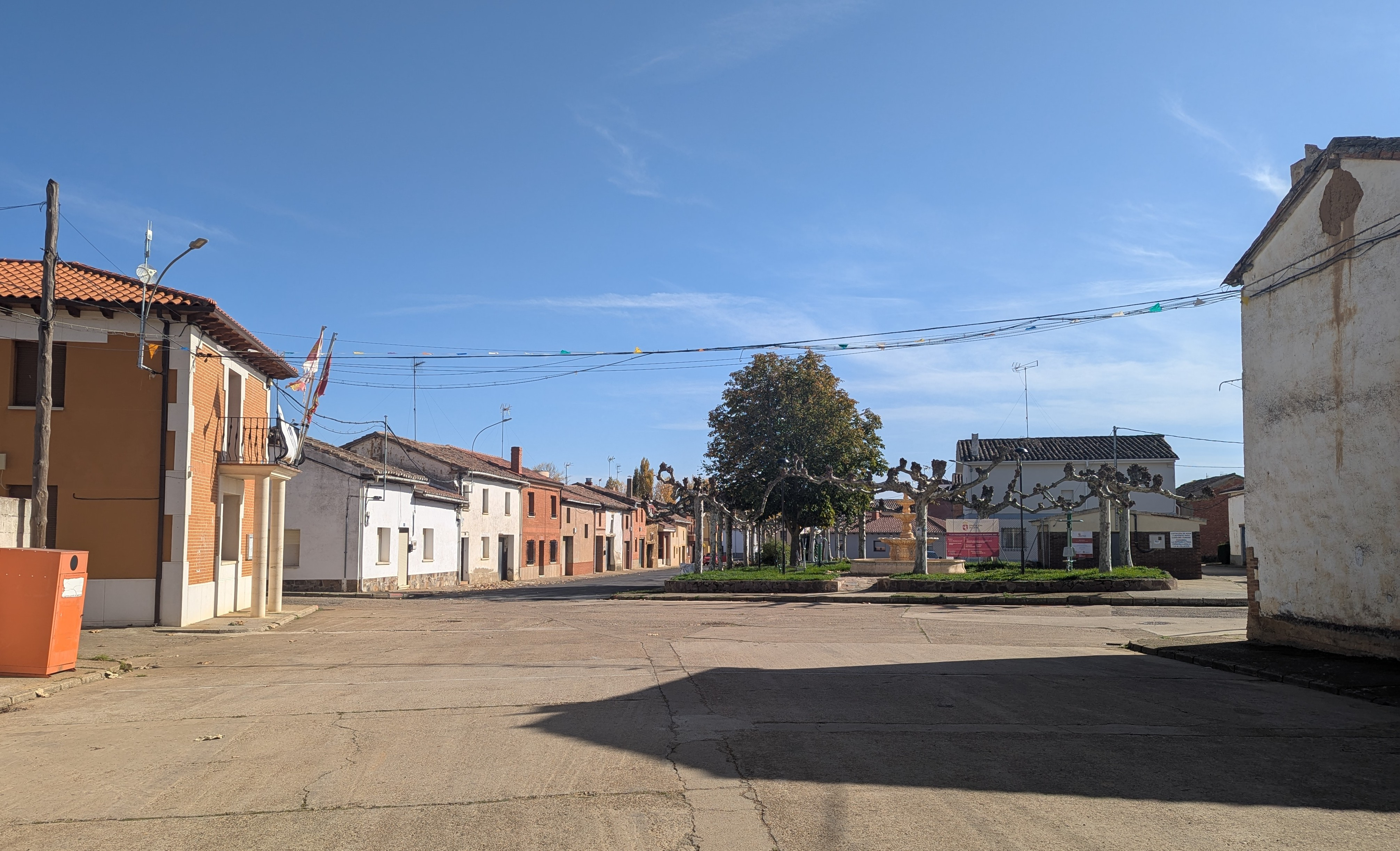
Calle Mayor

Desde el censo de 1877 hasta 1910 la población se mantuvo relativamente estable, con elevadas tasas de natalidad y mortalidad, el descenso de la segunda propició que se alcanzarán los 849 habitantes en 1910. En 1940, la población residente alcanzó su máximo histórico con 939 habitantes censados. A partir de entonces, cambió la dinámica y empezó un proceso de decrecimiento. Este cambio de tendencia se hizo más agudo a partir de 1960. A partir de este año, la población de Calzada del Coto se fue reduciendo de forma prácticamente ininterrumpida, con algunos años de pequeñas subidas pero que no frenan el descenso generalizado. Las razones hay que buscarlas en la emigración de la población hacia núcleos más dinámicos, el llamado éxodo rural amortiguado probablemente por la cercanía a Sahagún y encontrarse bien comunicado. 
| Gráfica de evolución demográfica de Calzada del Coto entre 1857 y 2021 |
| |
| Población de derecho según los censos de población del INE Población de hecho según los censos de población del INE Entre el censo de 1857 y el anterior aparece este municipio porque se segrega de Villamol |

### Movimiento migratorio
El colectivo inmigrante durante 2022 en Calzada del Coto se cifró en 11 personas, un 4,91% del total de población. Por países, los más numerosos son los de nacionalidad brasileña, integrando este colectivo 5 personas, marroquí con 3 censados y los procedentes de Bulgaria con 2, el resto de inmigrantes (1) se reparte entre otros.

## Economía

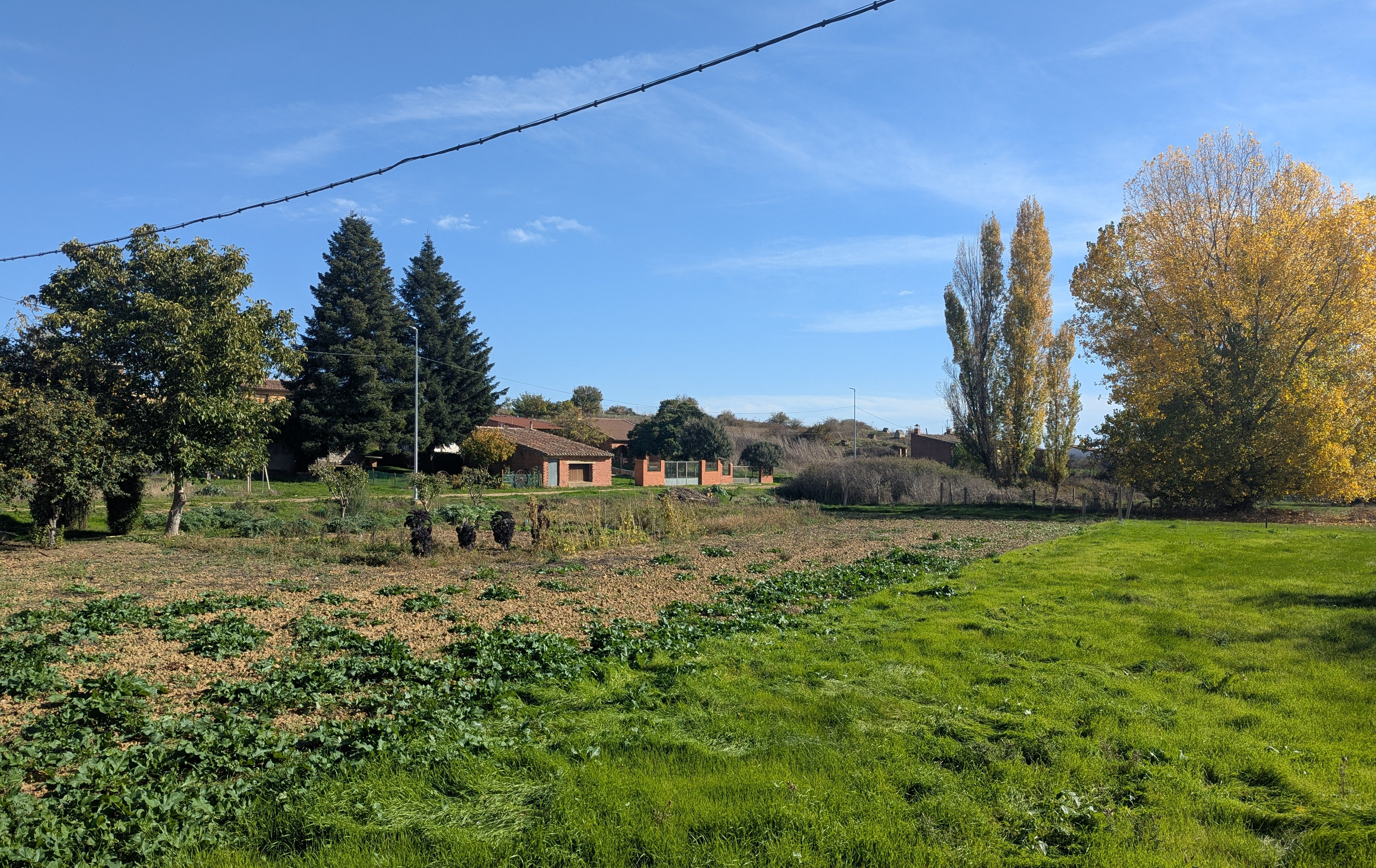
Huertas en la vega del Reguero

Hasta mediados del siglo XX las actividades económicas se centraban en la agricultura y la ganadería. La agricultura constituía la mayor parte de los ingresos familiares y una gran parte de los terrenos se dedicaban al policultivo, destacando el trigo, la cebada y la uva. Los intercambios comerciales entre la población se producían en los mercados de Calzada y Sahagún.
Según el Servicio Público de Empleo Estatal, el paro registrado era de 6 personas en septiembre de 2024, dando una tasa de paro registrado de 6,85%, casi la mitad de la media nacional que se sitúa en el 11,2%.

## Transporte y comunicaciones
Red viaria
Dentro de la red de carreteras, Calzada del Coto cuenta con las siguientes conexiones:
| Identificador | Denominación                   | Itinerario                                       |
| ------------- | ------------------------------ | ------------------------------------------------ |
| A-231         | Autovía del Camino de Santiago | Discurre entre León y Burgos                     |
| N-120         | Carretera Nacional N-120       | Enlaza Logroño y Vigo                            |
| LE-6711       | Carretera provincial LE-6711   | De N-120 a Calzada del Coto                      |
| LE-6712       | Carretera provincial LE-6712   | De N-120 por Codornillos a LE-6620 (Villacintor) |
| LE-6714       | Carretera provincial LE-6712   | De Sahagún a LE-6619 (Joarilla de las Matas)     |

Ferrocarril

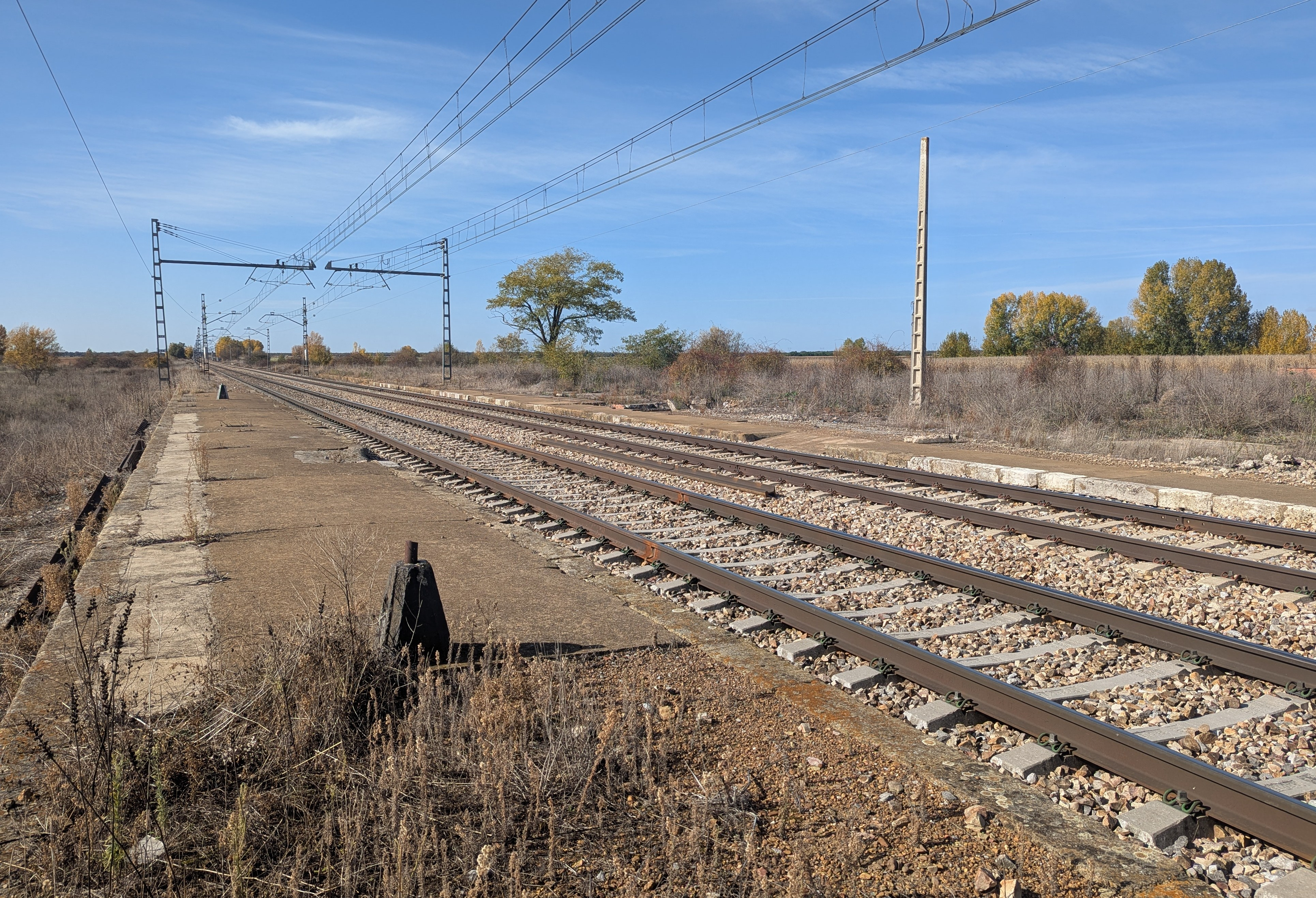
Andenes de la antigua estación de ferrocarril

Para el transporte por ferrocarril la estación más cercana es la de Sahagún, a 5 km de Calzada y 4,5 km de Codornillos, que ofrece servicios de Media Distancia a León, Ponferrada, Valladolid, Palencia y Madrid. La línea de alta velocidad Valladolid-Palencia-León también atraviesa el municipio, sin efectuar parada.
Calzada del Coto llegó a contar con una estación de ferrocarril perteneciente a la línea Palencia- La Coruña, que estuvo operativa entre 1863 y 1995. El Código de estación era 15010 y el Punto Kilométrico 67,715. Se encontraba situada a un kilómetro y medio de Calzada y a 2 kilómetros de Codornillos. Llegándose a formar a su alrededor un pequeño poblado, para los trabajadores de la estación y sus familias. La estación era del mismo diseño que otras estaciones de la comarca, un edificio de base rectangular y dos plantas con disposición lateral a las vías. Estaba cubierta con un tejado de dos vertientes. y sus paredes revestidas de piedra y ladrillo. Tras su cierre y abandono, el edificio sufrió los estragos del vandalismo hasta su demolición en 2005.
Otros medios
Calzada cuenta también con una parada de bus localizada en la N-120 a la entrada del pueblo; las únicas conexiones son comarcales, proporcionadas por el servicio de Transporte a la demanda de la Junta de Castilla y León. Para el transporte aéreo las opciones más cercanas son los aeropuertos de León, Valladolid y Burgos, situados a 61, 96 y 133 km respectivamente. Mientras que para el transporte marítimo las opciones más cercanas son los puertos de Gijón, Avilés y Santander, situados a 188, 206 y 216 km respectivamente.

## Administración y política

### Administraciones
Administración municipal

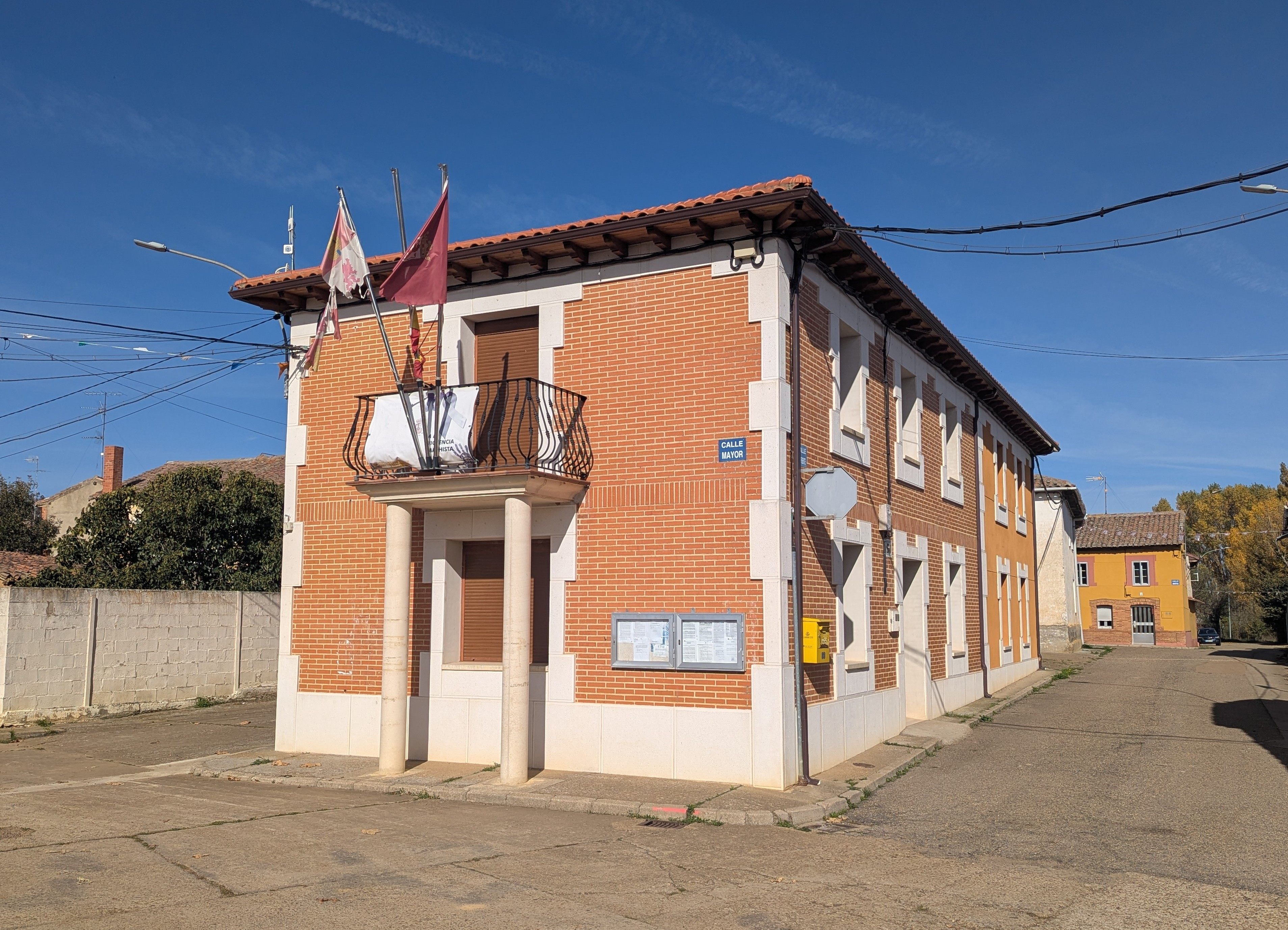
Fachada de la casa consistorial

La administración local del municipio corre a cargo de un ayuntamiento cuyos componentes se eligen cada cuatro años por sufragio universal. El censo electoral está compuesto por todos los residentes empadronados en Calzada del Coto mayores de 18 años, nacionales de España y de los otros Estados miembros de la Unión Europea. Según lo dispuesto en la Ley del Régimen Electoral General, que establece el número de concejales elegibles en función de la población del municipio, la corporación municipal está formada por 5 concejales.  
Al ser un municipio que posee dos unidades poblacionales estas tienen la condición de entidades de ámbito territorial inferior al municipio (EATIM), ambas están regidas por su respectivo alcalde pedáneo y junta vecinal. Las EATIM tienen como competencias la administración del su patrimonio histórico y forestal, construcción y reparación de fuentes y abrevaderos, la policía de caminos rurales, montes, fuentes y ríos y limpieza de las calles.
Administración judicial
Calzada del Coto pertenece al partido judicial número 1 de la provincia de León, con sede en Sahagún, cuya demarcación comprende dicha villa más varios municipios de las comarcas limítrofes, y cuenta con un juzgado de primera instancia e instrucción.

### Gobierno municipal
| Partido político | Partido político                  | 2023  | 2023       | 2023  | 2019  | 2019       | 2019  | 2015  | 2015       | 2015  | 2011  | 2011       | 2011  |
| Partido político | Partido político                  | %     | Concejales | Votos | %     | Concejales | Votos | %     | Concejales | Votos | %     | Concejales | Votos |
|                  | Partido Popular                   | 49,37 | 4          | 79    | 53,37 | 4          | 90    | 49,72 | 4          | 90    | 66,30 | 6          | 122   |
|                  | Ciudadanos                        | 25,62 | 1          | 41    | 34,97 | 1          | 57    | -     | -          | -     | -     | -          | -     |
|                  | Unión del Pueblo Leonés           | 13,12 | 0          | 21    | 11,04 | 0          | 18    |       |            |       | 9,24  | 0          | 17    |
|                  | Partido Socialista Obrero Español | 6,87  | 0          | 11    | 4,62  | 0          | 8     | 7,18  | 0          | 13    | 15,22 | 1          | 28    |
|                  | Unión Progreso y Democracia       | -     | -          | -     | -     | -          | -     | 37,02 | 3          | 67    | -     | -          | -     |

Alcaldía
Quedan registros de alcaldes anteriores a 1979 como Santiago Carvajal y Luis Domínguez, los cuales fueron alcaldes durante la dictadura franquista. Más antiguamente también está documentado Isidoro Rojo alcalde en 1926, durante la dictadura de Primo de Rivera.
| Periodo   | Nombre                  | Partido |
| --------- | ----------------------- | ------- |
| 1979-1983 | Isaías Andrés Encina    | UCD     |
| 1983-1987 | Isaías Andrés Encina    | CP      |
| 1987-1991 | Isaías Andrés Encina    | FPAP    |
| 1991-1995 | Isaías Andrés Encina    | PP      |
| 1995-1999 | Cayetano Herrero Rojo   | PP      |
| 1999-2003 | Pablo Carbajal Carbajal | PP      |
| 2003-2007 | Pablo Carbajal Carbajal | PP      |
| 2007-2011 | Pablo Carbajal Carbajal | PP      |
| 2011-2015 | Pablo Carbajal Carbajal | PP      |
| 2015-2019 | Pablo Carbajal Carbajal | PP      |
| 2019-2023 | Pablo Carbajal Carbajal | PP      |
| 2023-act. | Pablo Carbajal Carbajal | PP      |

## Equipamientos y servicios
Educación

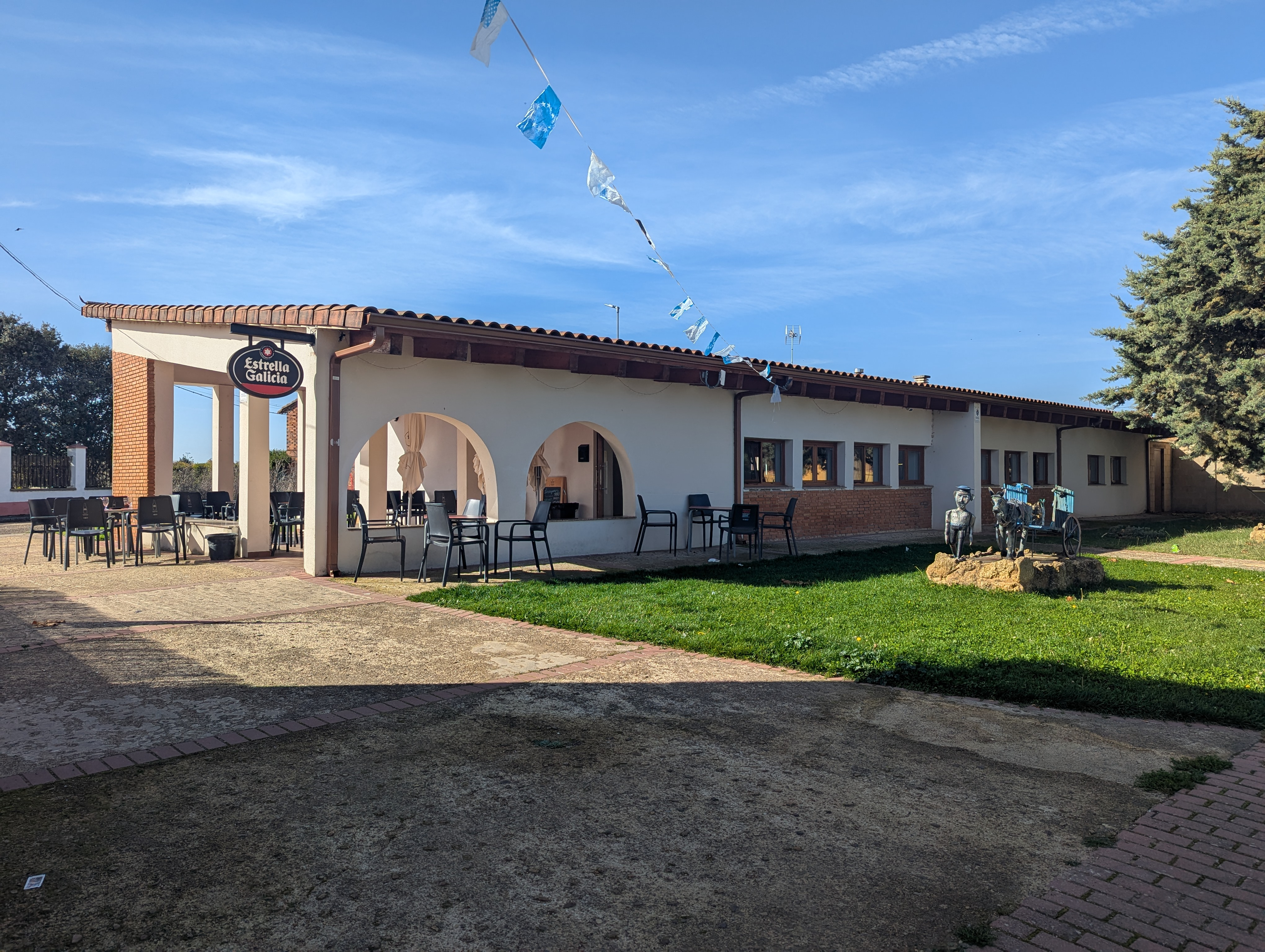
Nuevas Escuelas (actualmente bar Xanadú) y estatua de Eufrasio

El municipio no cuenta con centros educativos por lo que, a nivel de educación infantil y primaria, sus alumnos acuden al CEIP «Fray Bernandino de Sahagún» de Sahagún. En cuanto a educación secundaria, sus estudiantes han de acudir al IES «Fernando de Castro» de Sahagún. Ambos centros están gestionados por la Consejería de Educación de la Junta de Castilla y León a través de la Dirección provincial de Educación de León.
Sanidad
El sistema sanitario del municipio se presta a través del sistema público de salud, gestionado por Sacyl (Sanidad Castilla y León), mediante un consultorio médico que ofrece varios servicios a la semana, dependiente del centro de salud de Sahagún. Este cuenta con un servicio de guardia 24 horas y en él se centraliza la Zona Básica de Salud de Sahagún de Campos, que atiende a un total de 15 municipios y 51 localidades. La farmacias más cercana se encuentra en la localidad de Sahagún, y en relación con centros hospitalarios, sus habitantes han de acudir a los existentes en la capital provincial como el Hospital Universitario de León. 
Servicios sociales
En cuanto a servicios sociales, Calzada del Coto pertenece al Centro de Acción Social (CEAS) de Sahagún. Dispone además de un centro de día, denominado San Zacarías, para personas con discapacidad intelectual o del desarrollo con grandes necesidades de apoyo perteneciente a la Asociación Protectora de Personas con Discapacidad Intelectual o del Desarrollo de León (Asprona León). También se encuentra en construcción una residencia de personas mayores, aunque las obras se encuentran paralizadas desde 2011.

## Patrimonio

### Camino de Santiago
Calzada del Coto es lugar de paso del Camino de Santiago, concretamente del Camino Francés. El camino llega a Calzada del Coto proveniente de Sahagún, cruza el pueblo por la calle Real o de Arriba y a su salida de la localidad se bifurca en dos opciones: por un lado la Calzada Romana que parte hacia Calzadilla de los Hermanillos en dirección noroeste, y por otro el Camino Real que se dirige hacia Bercianos del Real Camino con rumbo oeste. El itinerario original es el que se dirige por la antigua calzada romana denominada vía Trajana atravesando el antiguamente temido encinar de Valdelocajos, debido a la presencia de lobos y bandidos, para llegar a Calzadilla. Pero durante la invasión de los franceses de 1808, los soldados napoleónicos decidieron modificar el trazado del Camino de Santiago. El viejo camino, que discurría por zonas que a veces se encharcaban, fue trasladado a lo que hoy se conoce como el Real Camino Francés que pasa por El Tambrín, la ermita de Nuestra Señora de Perales y llega hasta Bercianos. 

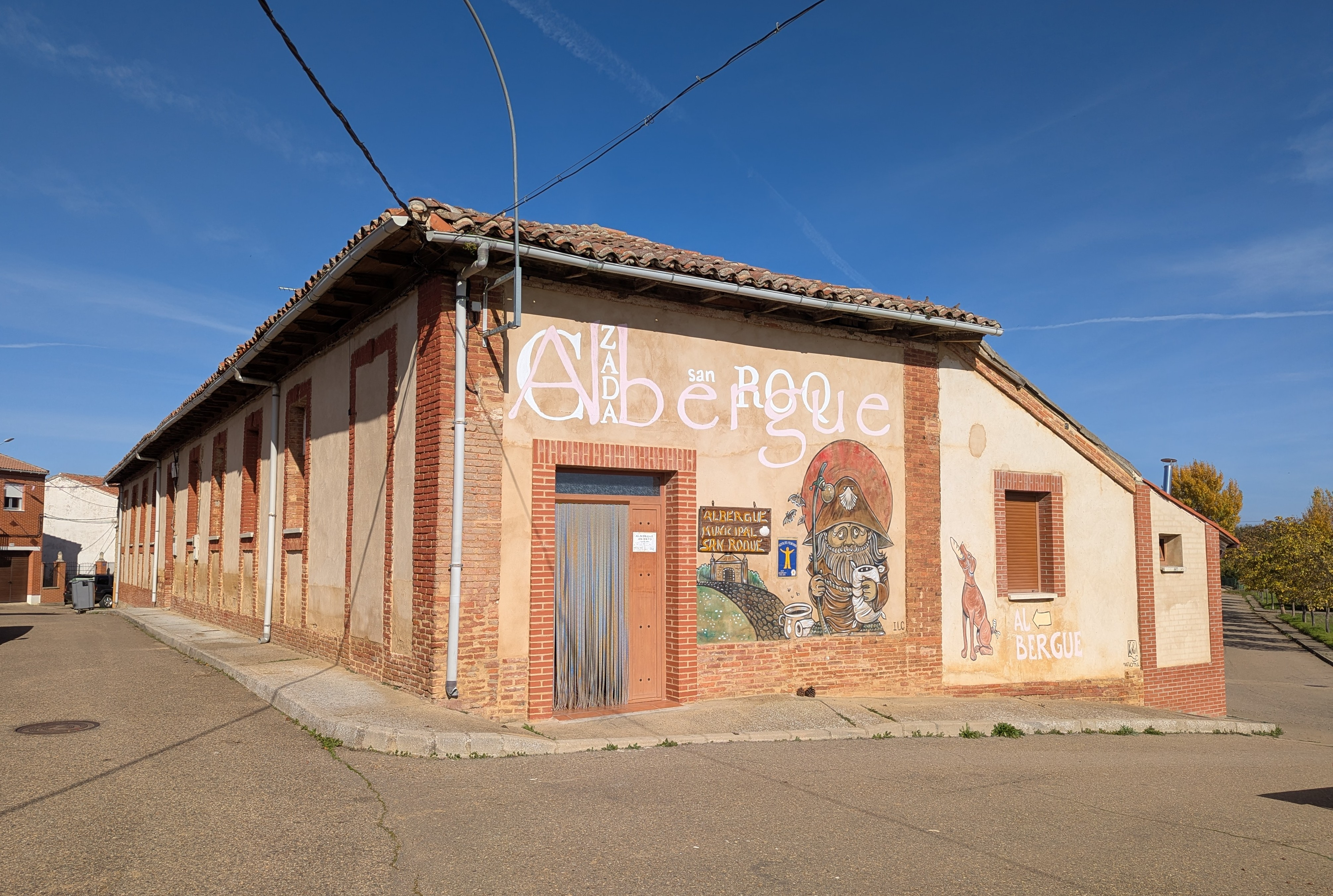
Albergue de peregrinos y Antiguas Escuelas

Calzada cuenta con un albergue de peregrinos llamado San Roque, en honor al patrón del municipio, que fue inaugurado en 2014. Se encuentra ubicado en el edificio que ocupaban las antiguas escuelas y cuenta con 36 plazas, una de ellas adaptada a personas con discapacidad. Anteriormente Calzada ya contó con un albergue de peregrinos, pero este carecía de varias prestaciones y se encontraba en una zona más ruidosa.
El paso del Camino de Santiago también dio origen a varias curiosas costumbres basadas en el concepto de la caridad como el palo de los pobres. Esta consistía en que los vecinos tenían la obligación de facilitar albergue y cena a peregrinos y viandantes; el palo, que era el símbolo del deber, era pasado de un vecino a otro por riguroso turno.

### Arquitectura religiosa

#### Iglesia de San Esteban

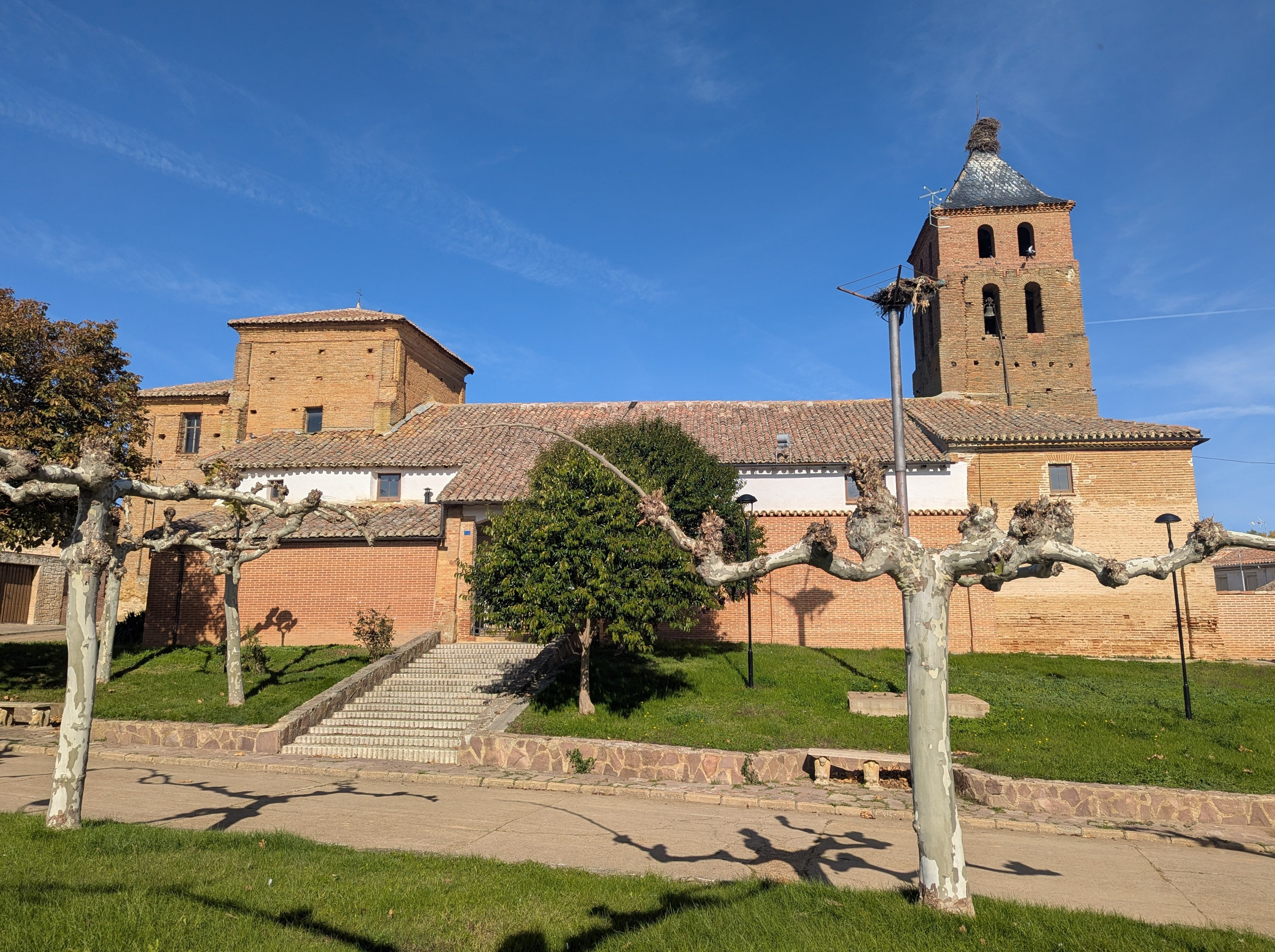
Iglesia de San Esteban

Perteneciente al arciprestazgo Centro Esla-Tierra de Campos de la diócesis de León, archidiócesis de Oviedo.  
Se trata de un templo católico, levantado en ladrillo y tapial, y datado a finales del siglo XIV. Está dedicada a San Esteban, protomártir de la Eucaristía. Lo más destacable del edificio es su torre de planta cuadrada y anchura decreciente, coronada por un tejado a cuatro aguas, en cada una de cuyas caras se abren cuatro ventanas. Esta torre fue ampliada a lo alto a mediados del siglo XX por iniciativa del padre Florencio, un religioso oriundo del pueblo. En su interior alberga importantes tallas de la época medieval y un bello retablo barroco del siglo XVIII. La salida del Carro de la Hoguera es marcada por el toque de sus campanas.

#### Ermita de San Roque

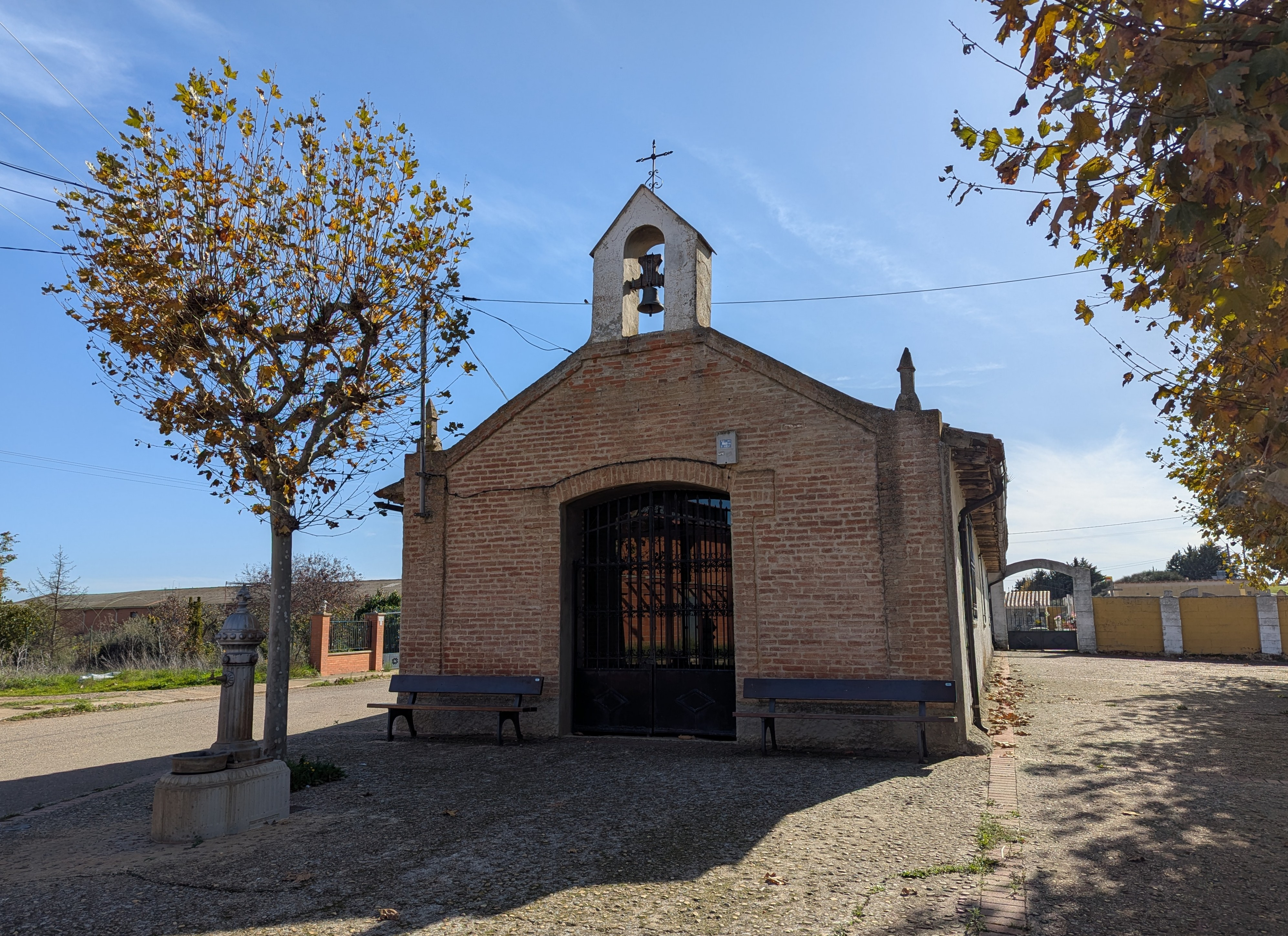
Ermita de San Roque

Perteneciente al arciprestazgo Centro Esla-Tierra de Campos de la diócesis de León, archidiócesis de Oviedo. 
Se trata de un templo católico, levantado en ladrillo. Es el de construcción más reciente, construyéndose en 1885 sobre un templo previo del siglo XV. Se encuentra adosada al cementerio local. Está dedicada a San Roque, patrón del municipio, guardándose en ella una talla de San Roque que es sacada en procesión el día de su onomástica. Tiene una gran importancia en la cultura de Calzada del Coto, siendo mencionada como motivo de orgullo en la «Jota de San Roque» o la tradición de marcar el comienzo de las fiestas con el toque del Campanillo por parte de los quintos.

### Arquitectura tradicional

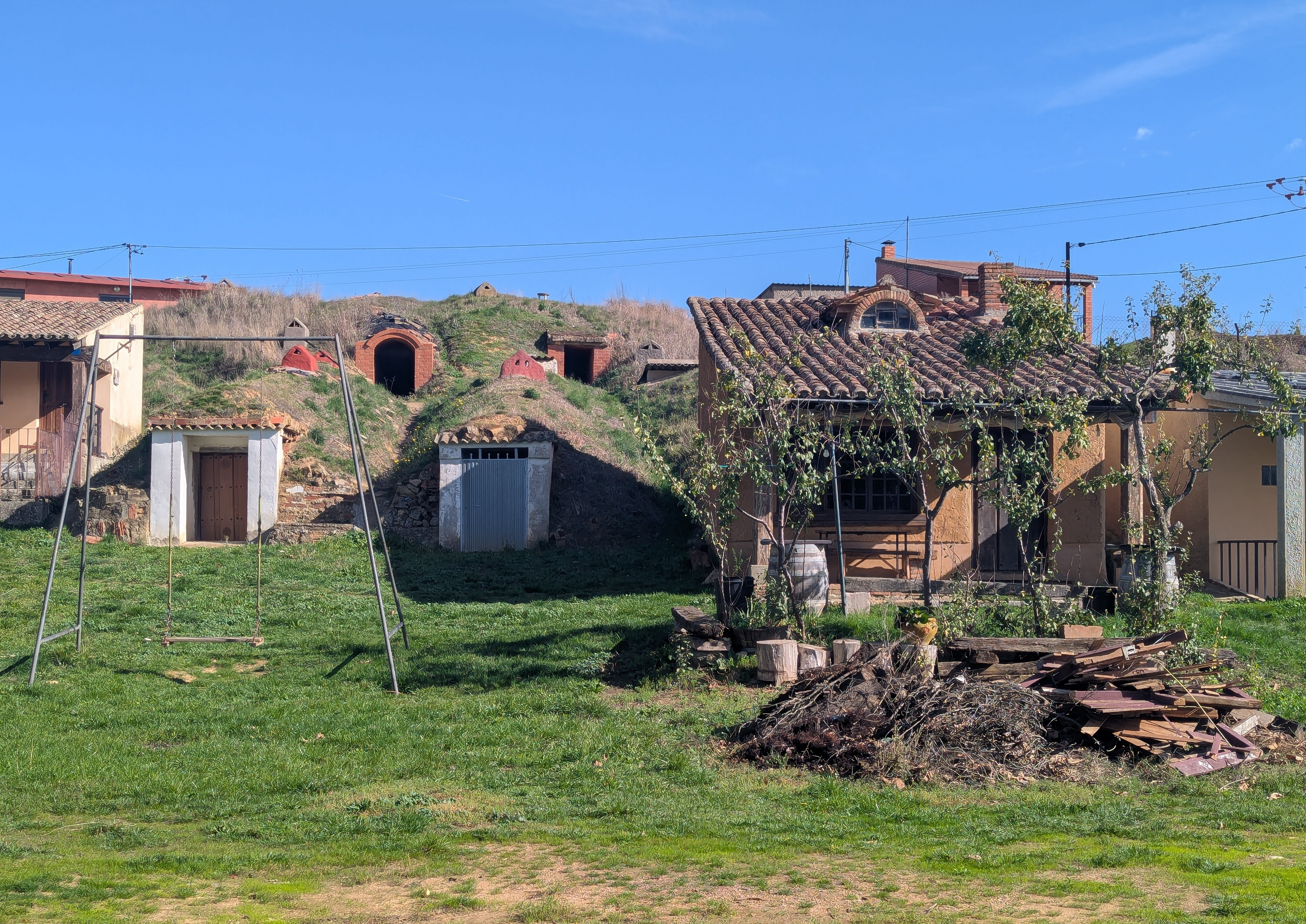
Detalle de las bodegas

La arquitectura tradicional de Calzada del Coto está condicionada por el contexto geográfico en el que se ubica. Sus tierras arcillosas han hecho que históricamente predomine la llamada «arquitectura del barro» a través del uso de adobes y tapiales. Las viviendas tienen una o dos plantas y la cubierta suele ser de una o dos aguas. Los muros de adobe de la fachada suelen tener un revoque de barro y paja y los huecos en ellos son pocos y pequeños. El sistema más común de calefacción son las llamadas glorias, basadas en los hipocaustos romanos, cuyo uso se vio favorecido por la escasez de madera y la abundante paja resultante de la cosecha.
También están las bodegas, que fueron excavadas en la tierra a finales del siglo XVII o finales del siglo XVIII. Se usaban para la crianza del vino, con lagar anexo y respiraderos al exterior; perdida su función, son comúnmente utilizadas como merenderos por las familias.

## Cultura

### Festividades y eventos
Tradicionalmente todos los meses de agosto, del 14 al 17, se celebran las fiestas en honor al patrón de la localidad, San Roque. Son de gran importancia para los jóvenes del pueblo, debido a que los quintos de ese año (jóvenes que cumplen los 18 años), participan en la organización de las fiestas y sobre todo en el tradicional Carro de la Hoguera, del cual son los principales protagonistas.

#### Carro de la Hoguera
El Carro de la Hoguera es una celebración tradicional de Calzada del Coto. Aunque está relacionada con la costumbre de encender una hoguera en honor a San Roque, presente en varios pueblos de España, cuenta con elementos distintivos que la convierten en un rito de paso y un acto de liberación. Su origen se remonta a la época de la desamortización, a principios del siglo XIX d. C., cuando el pueblo se liberó del yugo de los frailes de Sahagún.
El proceso comienza al amanecer del 15 de agosto, cuando los quintos y todos aquellos dispuestos a ayudarles suben al monte de Valdelocajos para cortar y recoger leña, generalmente de encina. Esta leña se transporta y apila en un remolque, de manera que permita a los quintos subirse. Tradicionalmente, el remolque era tirado por bueyes, pero desde 1967, un tractor es el encargado de remolcar el Carro de la Hoguera. Antes de subirse los quintos al Carro es tradicional un reparto de chocolate fundido que suele acabar en una "batalla" por mancharse los unos a los otros.
El regreso del Carro al pueblo se celebra con una vibrante procesión por las calles de Calzada. Durante esta, el Carro se detiene al menos siete veces, en las cuales se canta y baila el "Madre", una canción tradicional. Además, a lo largo del recorrido, la gente lanza varios alimentos a los quintos y los rocía con agua a manguerazos tanto para limpiarles del chocolate como aliviarles los calores del estío. La procesión culmina frente al ayuntamiento, donde los quintos desmontan del Carro y, llevados a hombros, son arrojados al Reguero o, más recientemente, a la fuente de la plaza. Ese mismo día, a medianoche, se enciende la tradicional hoguera de San Roque. Los quintos deben sacar las ramas del Carro y repartirlas entre la gente, que las lanzará a las llamas mientras pide deseos.

### Gastronomía

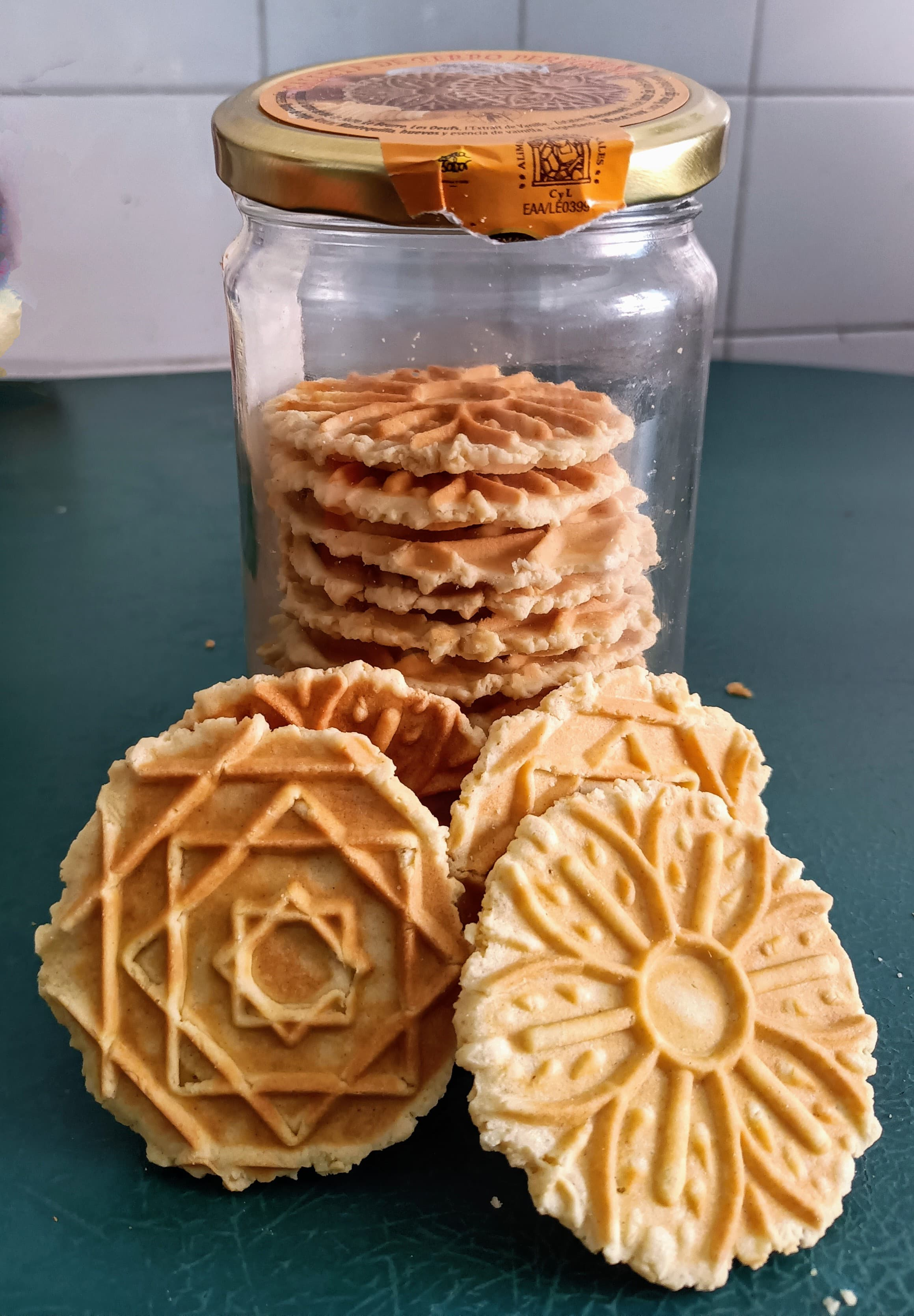
Galletas de hierro elaboradas en Calzada

De entre todos los productos gastronómicos de Calzada del Coto sobresalen las galletas de hierro o ferro, una delicada variedad de galletas elaboradas con harina de trigo, azúcar, mantequilla, huevos y esencia de vainilla. Las galletas de hierro destacan y reciben su peculiar nombre por su singular técnica de elaboración mediante planchas de hierro ardiente.Entre las bebidas se encuentra el orujo arreglado o simplemente arreglao, bebida típica cuqueta compuesta de aguardiente de orujo cultivado en los majuelos locales y café o caramelo, según la ocasión. Antiguamente era servido en el desayuno al empezar la jornada agrícola, y actualmente se bebe especialmente durante las fiestas.
Otros productos típicos de la región son el vino, perteneciente a la Denominación de Origen (DO) León, que se elabora tradicionalmente con la variedad Mencía y, más recientemente, con la variedad Prieto Picudo. También destacan los puerros, que anteriormente formaban parte de la extinta Marca de Garantía (MGP) de Sahagún. Además, son comunes legumbres como el garbanzo y, especialmente, las lentejas Pardinas, que están protegidas bajo la Indicación Geográfica Protegida (IGP) de Tierra de Campos. Entre los productos de origen lácteo, destaca el queso pata de mulo, elaborado con leche cruda de oveja. También proveniente de la oveja se encuentra el lechazo asado, junto con otros derivados cárnicos como la cecina leonesa o el chorizo. Otros productos, menos comunes en la actualidad, son los cangrejos de río y las ancas de rana. En cuanto a los postres, además de las ya mencionadas galletas de hierro, se encuentran las mariquitas, una variedad de magdalenas preparadas en moldes rectangulares.

### Deporte

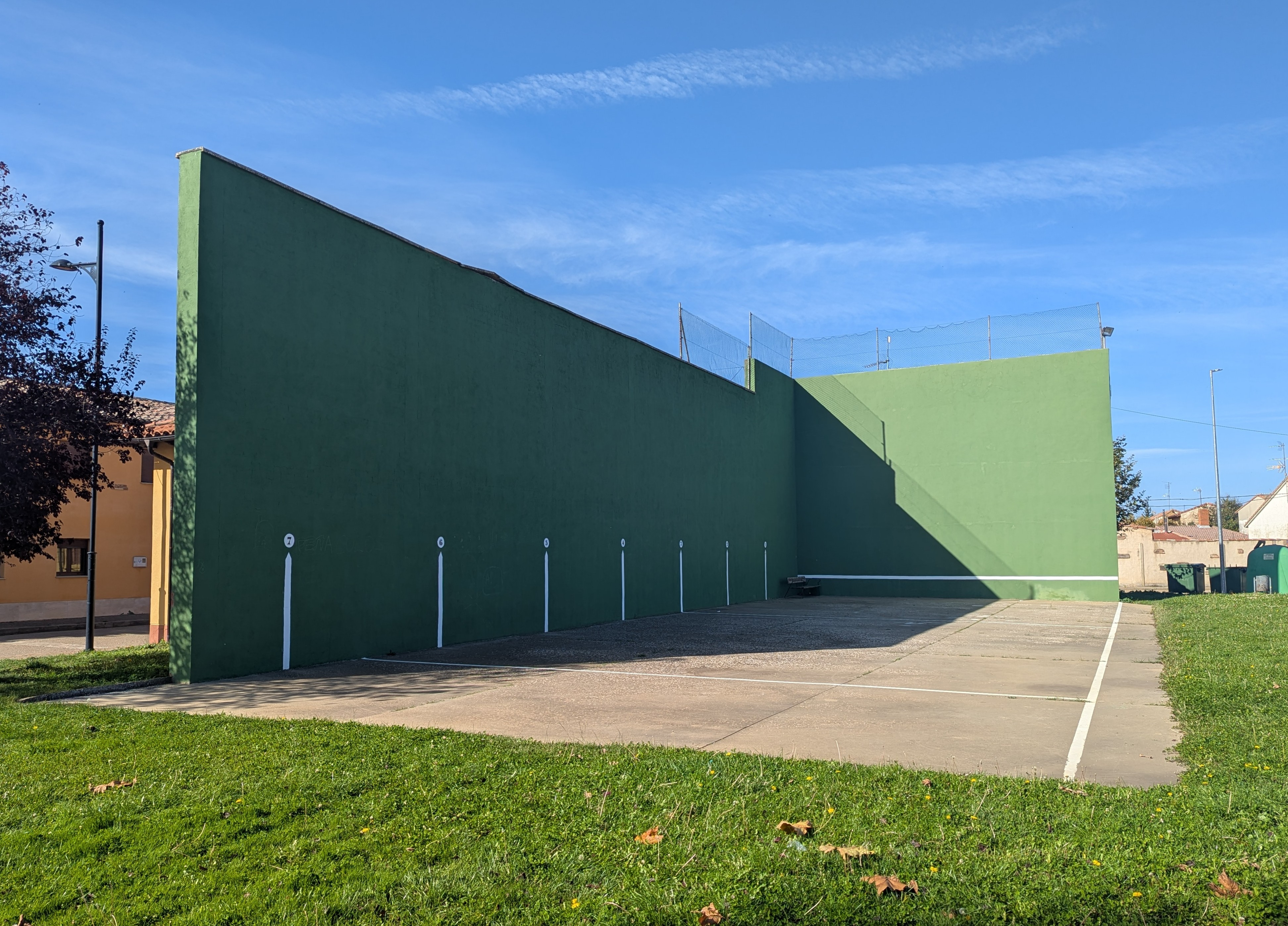
Frontón

El municipio cuenta con varias instalaciones deportivas: tres campos de fútbol, dos con suelo de cemento y otro con suelo de hierba, una cancha de baloncesto, un frontón y dos pistas de pádel. También el Ayuntamiento tiene planeado poner en valor varias rutas tanto para ciclistas como senderistas por el municipio, como la que transcurre siguiendo el valle del Arrroyo de Valdecalzada.
Como eventos deportivos, principalmente durante los meses de verano y especialmente en agosto, se celebran varios torneos de fútbol, de pádel, de pelota, de frontenis, y dos de ciclismo —la carrera Memorial Orencio y la más peculiar carrera de cintas—. Junto a estas competiciones deportivas también hay espacio para los juegos populares, se mantienen los tradicionales campeonatos femenino y masculino de la pita, una variante local del juego del chito consistente en lanzar tejos de hierro contra la pita (una pieza de madera torneada) situada a una distancia aproximada de entre 10 y 20 metros.